# 城東大橋
城東大橋（じょうとうおおはし）は、沖洲川に架かる平面の橋である。
北部を徳島県徳島市住吉6丁目（西岸）と同市金沢1丁目（東岸）、南部を同市城東町2丁目と同市北沖洲1丁目を結ぶ。

## 概要
かつて東岸の金沢一帯（旧沖洲村）は金沢新田と呼ばれ、一面の田畑やカヤ原にすぎなかったが、城東大橋が架設されたことによって対岸の住吉や市の中心部への道が開かれ、南部をこの新道が東西に貫通したことで、急速に開発が進んだ。
城東大橋界隈には城東町・住吉側は団地が広がり、北沖洲側には橋のたもとに徳島市立高等学校があり、川沿いに舗装された遊歩道「市高さわやかロード」がある。

## 隣の橋梁
（上流） - 城東大橋 - 沖洲橋 - 沖洲大橋 - （下流）